# Conexión Intermodal Tren Maya
La Conexión Intermodal Tren Maya es un conjunto de 3 conexiones de autobuses urbanos eléctricos que conectan las estaciones de Cancún Aeropuerto, Puerto Morelos y Playa del Carmen con distintos atractivos turísticos de la región. Destaca la conexión de Cancún, la cual conecta con las 4 terminales del Aeropuerto Internacional de Cancún.
Se espera que su construcción inicie en el mes de julio y entre en operación en noviembre de 2023.

## Material rodante
La conexión será mediante 7 autobuses electicos, que irán a una velocidad de 69 km/h y transportaran a 47 pasajeros por unidad. Ahora 18 asientos por unidad.